# Amber Allen
Amber Allen (* 21. Oktober 1975 in Chilliwack, British Columbia) ist eine ehemalige kanadische Fußballspielerin und A-Nationalspielerin.

## Karriere

### Vereine
In Chilliwack geboren und in Pitt Meadows aufgewachsen, begab sich Allen nach ihrem Abschluss an der Senior Secondary School (Pitt Meadows Secondary) an die McGill University in Montreal um ein Studium zu beginnen. Während ihrer zweijährigen Studienzeit spielte sie auch für das Sport-Team der Bildungseinrichtung, die Martlets, in der Quebecer Liga innerhalb des OUA-Verbandes und führte ihre Mannschaft zu zwei aufeinanderfolgenden Conference-Meisterschaften in Quebec sowie zu einer Silbermedaille bei der CIAU National Championship 2001. Im Jahr 2002 erlangte die den Abschluss Master of Business Administration.
Bereits im Jahr 2001 gehörte sie den Vancouver Whitecaps in der Western Conference der USL W-League, der zweithöchsten Spielklasse im US-amerikanischen und kanadischen Frauenfußball, an. In fünf Spielzeiten, in denen sie 40 Tore in 66 Punktspielen erzielte, gewann sie mit der Mannschaft zweimal die nordamerikanische Zweitligameisterschaft.

### Nationalmannschaft
Allen bestritt als Nationalspielerin für die Canadian Soccer Association in sieben Jahren (außer 2004 und 2006) 25 Länderspiele für die A-Nationalmannschaft, in denen sie sechs Tore erzielte.
Bei der Teilnahme ihrer Mannschaft am Turnier um den Algarve-Cup 2002 bestritt sie alle drei der Gruppe C und das Spiel um Platz 7, das am 7. März in Lagoa mit 0:3 gegen die Nationalmannschaft Finnlands verloren wurde. Im dritten Gruppenspiel am 5. März in Silves, beim 7:1-Sieg über die Nationalmannschaft Portugals, gelang ihr mit dem Treffer zur 1:0-Führung in der zweiten Minute sogleich ihr erstes A-Länderspieltor.
In ihrem ersten von 17 in Freundschaft ausgetragenen Länderspielen und ihrem fünften insgesamt, erzielte sie bereits ihr zweites A-Länderspieltor, das ihr am 9. April 2002 in Limoges bei der 2:3-Niederlage gegen die Nationalmannschaft Japans mit dem Treffer zum Endstand in der 88. Minute gelang. Ein Doppeltorerfolg gelang ihr am 6. Juni 2007 in Auckland beim 5:0-Sieg über die Nationalmannschaft Neuseelands. Gegen diese Mannschaft bestritt sie am 26. Juli 2008 auch ihr letztes A-Länderspiel, das in Freundschaft mit 1:1 unentschieden endete. Davor kam sie in ihrem zweiten Turnier – um den Peace Queen-Cup – in drei Spielen der Gruppe A und im Finale (30 Minuten lang) zum Einsatz.

## Erfolge / Auszeichnung
Nationalmannschaft
- Peace Queen-Cup-Finalist 2008

Vancouver Whitecapes
- USL W-League-Meister 2004, 2006
- Aufnahme in die BC Sports Hall of Fame 2004 (mit der Mannschaft)
- Aufnahme in die McGill Hall of Fame 2016

## Sonstiges
Als bemerkenswert bleibt festzuhalten, dass sie aufgrund diverser Verletzungen gleich vier sportliche Großereignisse verpasste: die Teilnahme an der Weltmeisterschaft 2003 und 2007, am Fußballturnier im Rahmen der XV. Panamerikanischen Spiele 2007 und im Rahmen der Olympischen Sommerspiele 2008.